# Heckelberg
Heckelberg ist ein Ortsteil der Gemeinde Heckelberg-Brunow des Amtes Falkenberg-Höhe im Landkreis Märkisch-Oderland in Brandenburg.

## Geographie
Der Ort liegt zwei Kilometer nordwestlich von Brunow und elf Kilometer südlich von Eberswalde. Die Nachbarorte sind Trampe im Norden, Kruge im Nordosten, Wölsickendorf im Osten, Brunow im Südosten, Tiefensee im Süden, Tiefenseer Siedlung und Beerbaum im Südwesten sowie Klobbicke und Karlshof im Nordwesten.